# Corteza de azúcar

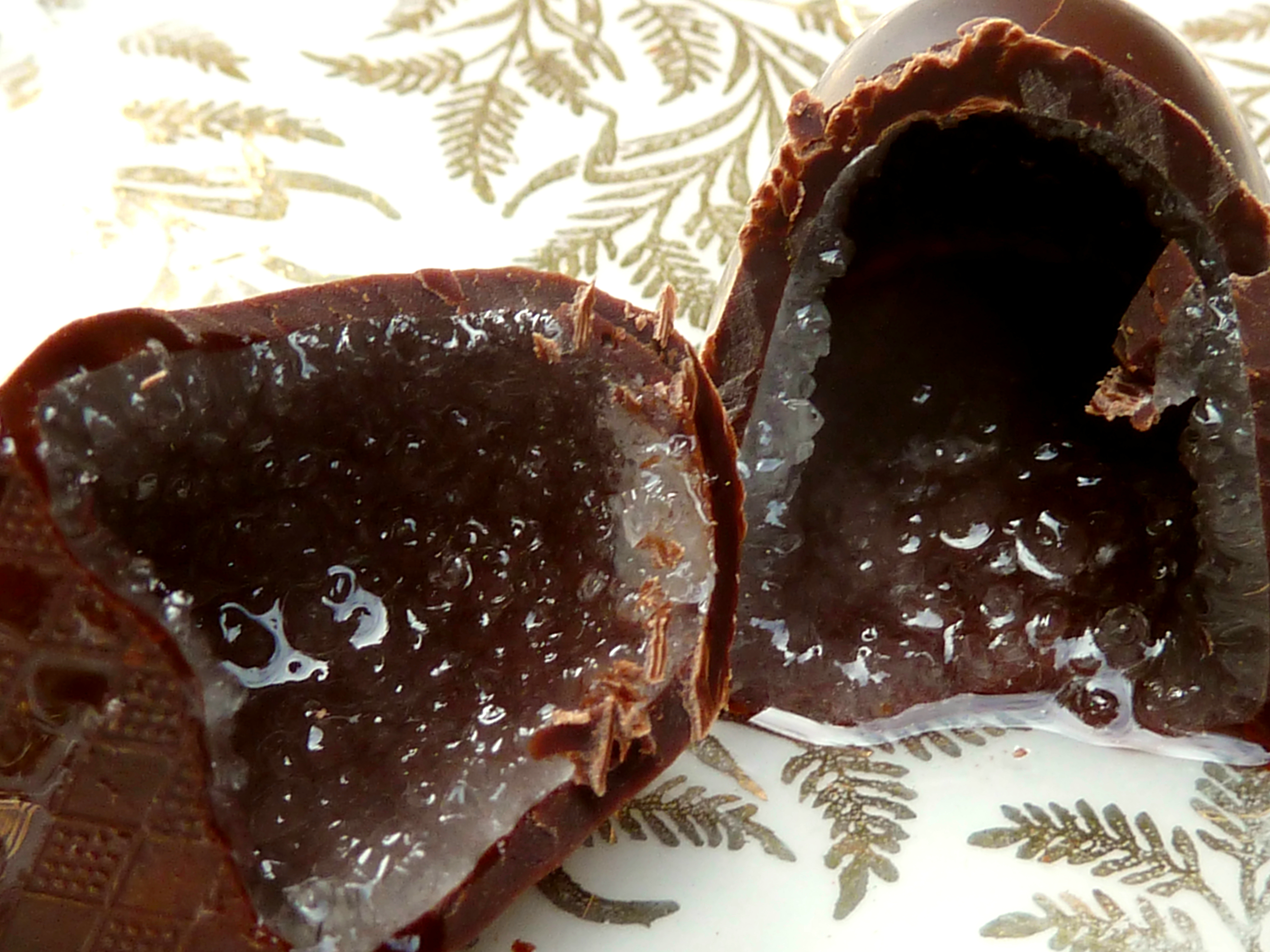
Bombones de licor. Muestra el revestimiento de corteza de azúcar.

Corteza de azúcar, en confitería de chocolate, es un método para preparar líquidos (a menudo de licor) en chocolates rellenos.
La corteza sólida de azúcar se forma de una solución sobresaturada de azúcares con un relleno de elección. La corteza sella completamente el relleno, lo que le permite cubrir con una capa de chocolate en un proceso llamado envolvimiento.